# Битва на Кушликовых Горах
Битва на Кушликовых Горах (польск. Bitwa pod Kuszlikami; бел. Бітва пад Кушлікамі) — одно из сражений русско-польской войны 1654—1667. Произошло в октябре 1661 года у села Кушликовы Горы. Войска русской армии князя Ивана Хованского потерпели поражение от польско-литовской армии Казимира Жеромского и Стефана Чарнецкого.

## Предыстория
3 октября 1660 года, во время боёв на реке Басе, князь Хованский получил от царя Алексея Михайловича указ выступить с Новгородским полком против Речи Посполитой «куды лутчи и пристойнее тотчас без всякого мотчанья». Выступив в тыл противника, князь Хованский в феврале 1661 года, на Западной Двине в битве под Друей разбил войска Кароля Лисовского, после чего отошёл в Великие Луки в ожидании подкрепления.
2 июня 1661 года в Ворониче к войскам Хованского присоединился полк стольника князя Юрия Ивановича Шаховского в составе 349 человек дворян, рейтар, казаков и драгун. Всего в войсках князя Хованского насчитывалось 6 834 человека. В начале октября, соединившись с Лифляндским полком А. Л. Ордина-Нащокина в Полоцке, князь Иван Андреевич выступил в Литву и 6 октября 1661 года у села Кушликовы горы в 10 верстах от Дисны встретил литовскую армию маршалка Казимежа Жеромского.

## Ход битвы
7 октября 1661 года, воспользовавшись непогодой, князь Хованский попытался обходным манёвром атаковать лагерь армии Жеромского, застав того врасплох. Однако этот манёвр был обнаружен противником, и армия Хованского, не вступая в бой, отошла на прежние позиции. В этот же день с Жеромским соединились полковники С. Кмитич и Н. Хлевинский. В войсках Жеромского насчитывалось около 12 000 человек, включая, кроме литовских частей, «войска польского всех гетманских полков пехоты три тысячи… да гусар 4 хоругви, да вновь прибрано 2 хоругви из казаков».
На следующий день, 8 октября, маршалок решился атаковать русскую армию. Построив свою армию у лагеря, Жеромский атаковал русские позиции кавалерией пана Одаховского. Не добившись результата от атаки, Одаховский начал отступление к лагерю. Русская армия выдвинулась вперед пятью боевыми колоннами, преследуя отступление литовской кавалерии. Приблизившись к польскому лагерю на расстояние ружейного выстрела, армия Хованского с ходу накрыла армию Жеромского мушкетным и артиллерийским огнём на всю глубину боевых порядков.
Попав под сильный огонь русского войска, армия маршалка Жеромского была вынуждена перейти в атаку, введя в бой больше войск, чем мог позволить узкий фронт, стиснутый складками местности. Не более половины армии Жеромского могло непосредственно принимать участие в боестолкновении. Скученные войска были вынуждены атаковать, преодолевая переправу через болотистый ручей под плотным огнём русских войск. Когда литовская армия увязла в бою с русской пехотой, прикрытой «гишпанскими рогатками» и плотным строем пикинёров, князь Хованский атаковал расстроенные ряды противника дворянской кавалерией и рейтарскими ротами.
Понеся большие потери, литовская армия была вынуждена отступить. Русским удалось захватить гетманское знамя маршалка. Однако Хованский не располагал достаточными силами, чтобы развить успех. Отойдя в лагерь, Жеромский, ожидая подхода армии короля Яна II Казимира, начал переговоры с князем Хованским. Переговоры и мелкие стычки продолжались до 22 октября 1661 года.
В ночь с 22 на 23 октября, с армией Жеромского соединились войска воеводы  Стефана Чарнецкого, а 24 октября подошла польская пехота, после чего польско-литовская армия получила подавляющее превосходство над армией князя Хованского. Не видя возможности разбить превосходящие силы противника, князь Иван Андреевич в ночь с 24 на 25 октября попытался скрытно отвести свою армию. За два часа до рассвета русская армия столкнулась с пехотой и кавалерией Чарнецкого, которая пыталась осуществить обходной манёвр и окружить лагерь Хованского.
Задержанная ночным столкновением, польская пехота с большим опозданием на рассвете 25 октября вышла на заданные позиции. К этому времени польская кавалерия, получившая известие, что русские войска оставили позиции, ворвалась в лагерь Хованского. Однако Хованский успел до этого вернуться на позиции и подготовиться к отражению атаки. В предрассветном тумане польская кавалерия попала в засаду, неся значительные потери.
С подходом польской пехоты и артиллерии Хованский вывел свою армию из лагеря и, развернувшись, дал бой превосходящим силам противника. Когда польская кавалерия вышла из русского лагеря и построилась для боя, Хованский вновь отступил и занял позиции у леса. На третий раз польско-литовской армии удалось сломить сопротивление русских. Первым начал отступать полк Ордина-Нащокина, а следом и полк Хованского. Строй русской армии был сломан и полки потеряли общее руководство. Ряд полков был рассеян, другие, отбиваясь от преследующего противника, отступили к Полоцку. Сам князь Хованский, едва не попав в плен, возглавил отступление конницы и ушел к Полоцку.

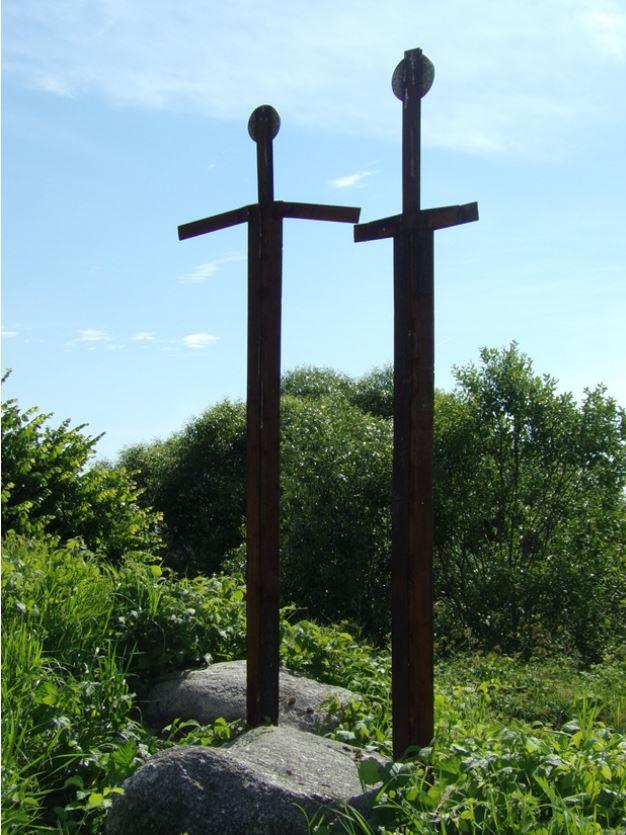
Битва под Кушликами, мемориальный знак в д. Якубенки

Во время отступления в центре обоза шли гусарские роты — детище и гвардия князя Хованского, сформированные после поражения под Полонкой, оберегая Государево знамя. За 25 вёрст от Полоцка, возле переправы, отступающей армии пришлось принять еще один бой. «Сотенные люди» и рейтары Хованского навели литовцев на поставленную в лесу пехоту. Позже князь докладывал в Москву: «и учал быть бой жестокий… неприятельские люди стали наступать на… ратных пеших людей… чтобы их разорвать и побить, и… пешие люди… стали твердо и не уступили неприятелю места, бились, не щадя голов своих; и мы, взяв гусар и что было с нами всяких чинов твоих ратных людей, скочили на польских людей… и польских людей сорвали и пешим людям вспоможенье учинили».

## Итоги и последствия
В результате поражения русской армии победителям досталось множество пленных, включая сына князя Хованского, обоз с чудотворной иконой, знамёна и русская артиллерия. Однако польско-литовская армия также понесла большие потери и не смогла развить наступление, несмотря на требования короля. Проведя 22 ноября в Полоцке смотр своих войск, князь Хованский отступил в Великие Луки, оставив в городе гарнизон.
В результате поражения на Кушликовых горах русская армия не смогла оказать поддержки гарнизону Вильны, где оборонялся воевода князь Даниил Мышецкий и Ковно. В ноябре 1661 года Вильна была взята польскими войсками.